# Бегство из Атлантиды
Бегство из Атлантиды (англ. Exile of Atlantis) - короткий рассказ Роберта Говарда из цикла о Кулле.

## Сюжет
Куллу ещё далеко до трона Валузии, он пока является членом племени Приморских гор Атлантиды, куда его некогда приняли. В один из дней Кулл и его соплеменники оказываются свидетелями казни девушки Алы (в отредактированном варианте - Сарита), которую приговорили к смерти за любовь к пирату-лемурийцу. Всё племя согласно с приговором, однако Кулл негодует.

## История создания и публикации
Это единственный рассказ Роберта Говарда, действие которого происходит в Атлантиде, а также первый рассказ о Кулле согласно хронологии, к тому же единственный из цикла в котором Кулл не является королём Валузии. Рассказ не был озаглавлен писателем, а автором названия «Exile of Atlantis» являлся Глен Лорд. Впервые рассказ был опубликован в 1967 году, на основе рукописи автора.

### Публикации на русском языке
Во всех русскоязычных изданиях использовался перевод Сергея Троицкого
- Роберт Говард, Конан и другие бессмертные. Том 2, СПб.: Азбука-Терра, 1996 г., ISBN 5-7684-0078-8
- Роберт Говард, Царь Кулл, СПб.: Азбука-Терра, 1997 г., ISBN 5-7684-0262-4
- Кулл и воины вечности, СПб.: Северо-Запад, 1999 г., ISBN 5-87365-049-7
- Роберт Говард, Бран Мак Морн, последний король. Кулл, беглец из Атлантиды, М.: Эксмо, 2014 г. (май), ISBN 978-5-699-66012-4

### Публикации на английском языке
- KING KULL, Lancer, 1st, 1967
- KING KULL, Lancer, 2nd, 1969
- KULL THE CONQUEROR #1, Marvel, June 1971
- KING KULL, Lancer, 3rd, 1972
- SAVAGE SWORD OF CONAN #3, Marvel, December 1974
- KING KULL, Sphere, 1976
- KULL, Bantam, September 1978
- KULL, Grant, 1985 (Regular edition)
- KULL, Grant, 1985 (Limited edition)
- SAVAGE SWORD OF CONAN #202, Marvel, du
- KULL, Baen, July 1995 (restored text)
- KULL: EXILE OF ATLANTIS, Del Rey, October 2006 (as "untitled story")
- KULL: EXILE OF ATLANTIS, Science Fiction Book Club, November 2006 (as "untitled story")
- KULL: EXILE OF ATLANTIS, Subterranean Press, August 2008 (as "untitled story")
- KULL: EXILE OF ATLANTIS, Tantor Media Inc., January 2010 (audio) (as "untitled story")

### Публикации на немецком языке
- TERRA FANTASY 28: KULL VON ATLANTIS, Erich Pabel Verlag KG, November 1976 (German)
- TERRA FANTASY 28: KULL VON ATLANTIS, Erich Pabel Verlag KG, July 1979 (German, 2nd printing)

### Публикации на французском языке
- KULL LE ROI BARBARE, NeO, 1st Quarter 1980 (French)
- KULL LE ROI BARBARE, NeO, May 1983 (French, 2nd printing)
- KULL LE ROI BARBARE, NeO, September 1984 (French, 3rd printing)
- KULL LE ROI BARBARE, Euredif, October 1984 (French)
- KULL LE ROI BARBARE, NeO, April 1988 (French, 4th printing)
- KULL LE ROI BARBARE, Fleuve Noir, January 1992 (French)
- KULL LE ROI ATLANTE, Bragelonne, July 2010 (French)

### Публикации на чешском языке
- SVATYNĔ ODPORNOSTI A JINÉ POVÍDKY, Laser Books, 1990 (Czech)
- KRÁL KULL, Arla, 1991 (Czech)
- SVATYNĔ ODPORNOSTI, Laser Books, 1999 (Czech)
- KULL, Laser Books, 2000 (Czech)

### Публикации на словацком языке
- KRÁL KULL, Kunder Publishing, 1997 (Slovak)

## Интересные факты
- В романе Кира Булычёва Конец Атлантиды, девятая глава также как и рассказ Говарда, называется Бегство из Атлантиды.

### Сноски
1. ↑  Internet Speculative Fiction Database (англ.) — 1995.
2. ↑  Описание статьи на Архивная копия от 2 апреля 2015 на Wayback Machine Фантлабе
3. ↑  Статья в журнале Darker. Дата обращения: 29 июня 2014. Архивировано 2 апреля 2015 года.